# Great Ormond Street Hospital
Il Great Ormond Street Hospital (GOSH) è stato il primo ospedale del Regno Unito ad offrire cure ospedaliere dedicate ai bambini; è tutt’oggi uno dei principali ospedali pediatrici al mondo.

## Storia

### Fondazione

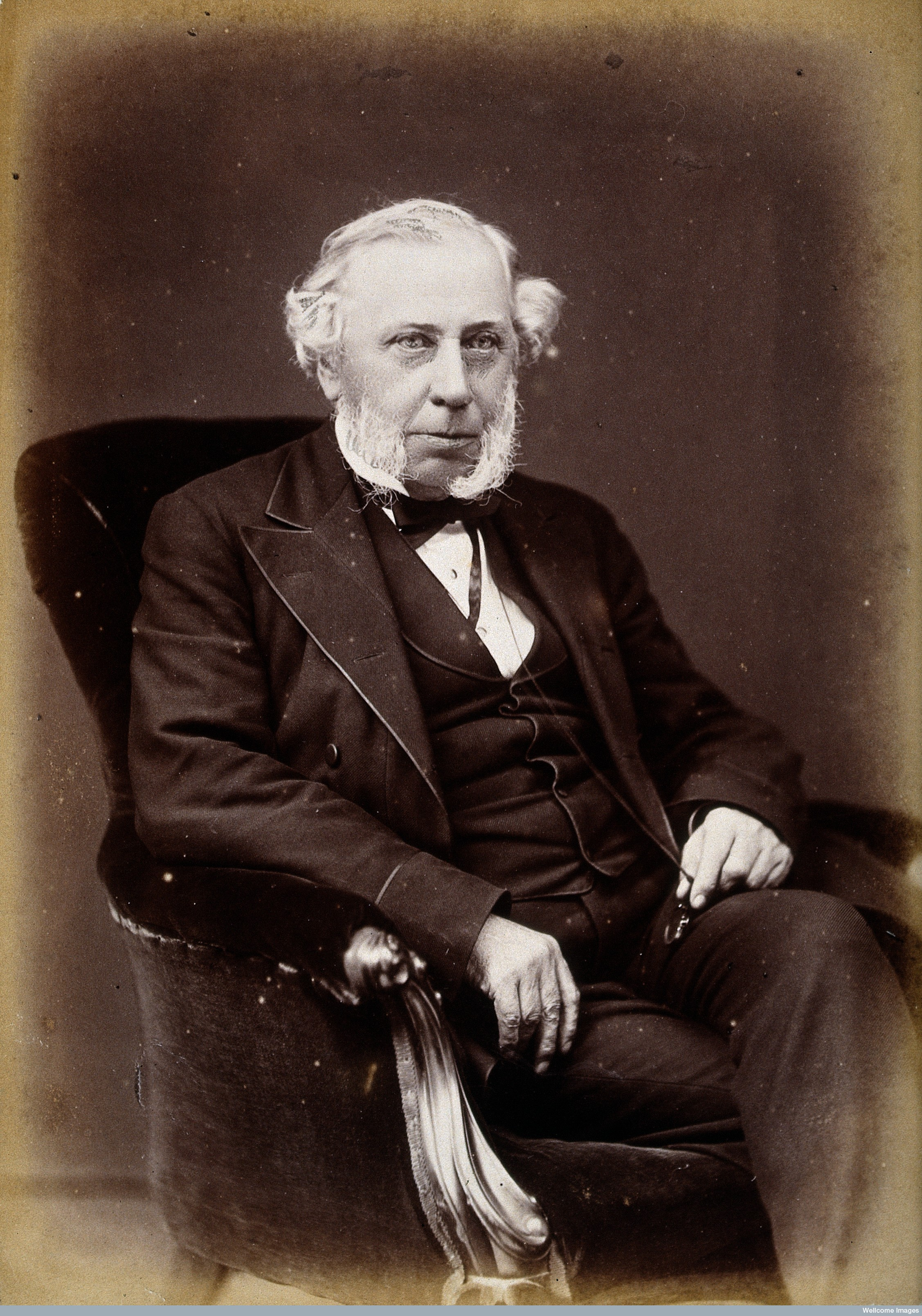
Charles West

Il Great Ormond Street Hospital fu fondato nel 1852 dal medico inglese Charles West. Prima della sua fondazione, in Inghilterra, a differenza delle altre nazioni europee, non esisteva alcun ospedale dedicato ai bambini. Tra il 1800 e il 1900 la popolazione londinese crebbe in modo esponenziale passando da 10 milioni a 32 milioni di abitanti: alla grande crescita della popolazione, però, non era seguita una corrispondente crescita degli ospedali che erano ancora pochi, mal gestiti e non accessibili ai più poveri con conseguente aumento delle morti infantili dovute a malnutrizione e scarsa igiene.
Intorno alla metà del XIX secolo le malattie infantili erano talmente gravi che un bambino su cinque moriva entro un anno dalla nascita e uno su tre prima del completamento del quinto anno. Tuttavia si fece poco o nulla per evitare l’alto tasso di mortalità. Uno studio del 1843 indicò che solo 136 pazienti sotto i 10 anni erano stati ammessi negli ospedali londinesi sebbene su 51.000 morti in quell’anno ben 21.000 fossero bambini appartenenti a quella fascia d’età.
Nonostante fosse sentita a livello societario la necessità di fare qualcosa per diminuire la mortalità infantile e migliorare la salute dei bambini, nessuno considerava la fondazione di un ospedale pediatrico come la strada migliore da seguire. Anzi molte persone influenti, tra cui Florence Nightingale, sostenevano che un ospedale esclusivamente dedicato ai bambini non fosse necessario ed addirittura fosse troppo costoso e potesse persino essere pericoloso per il rischio di diffusione di malattie infettive. 
Tuttavia, il dottor Charles West era fermamente convinto, nonostante l'opinione contraria di molti, che un ospedale pediatrico, grazie ai progressi della medicina uniti ad una buona gestione, avrebbe diminuito drasticamente la mortalità infantile, migliorando in prospettiva la salute dei bambini nella società britannica di fine ottocento. 
Nel gennaio del 1850 ci fu la prima riunione del comitato che avrebbe fondato l'ospedale, composto da nove uomini (uno dei quali era proprio il medico dottor Charles West che diede vita al progetto). L’ospedale aprì per la prima volta i servizi al pubblico il 14 febbraio 1852 con il nome di “Ospedale per bambini malati” al numero quarantanove della strada Great Ormond, da cui poi prenderà il nome, nella villa dove aveva vissuto centocinquanta anni prima il medico personale della regina Anna, Richard Mead, e fu proprio nella sua biblioteca che fu istituito il primo reparto.
Questo fatto cambiò grandemente il modo in cui i bambini e l’infanzia venivano percepiti dalla società. Si iniziò a comprendere che i bambini hanno bisogno di cure mediche specifiche, separate dagli adulti, che necessitano di un approccio diverso.

### I primi anni

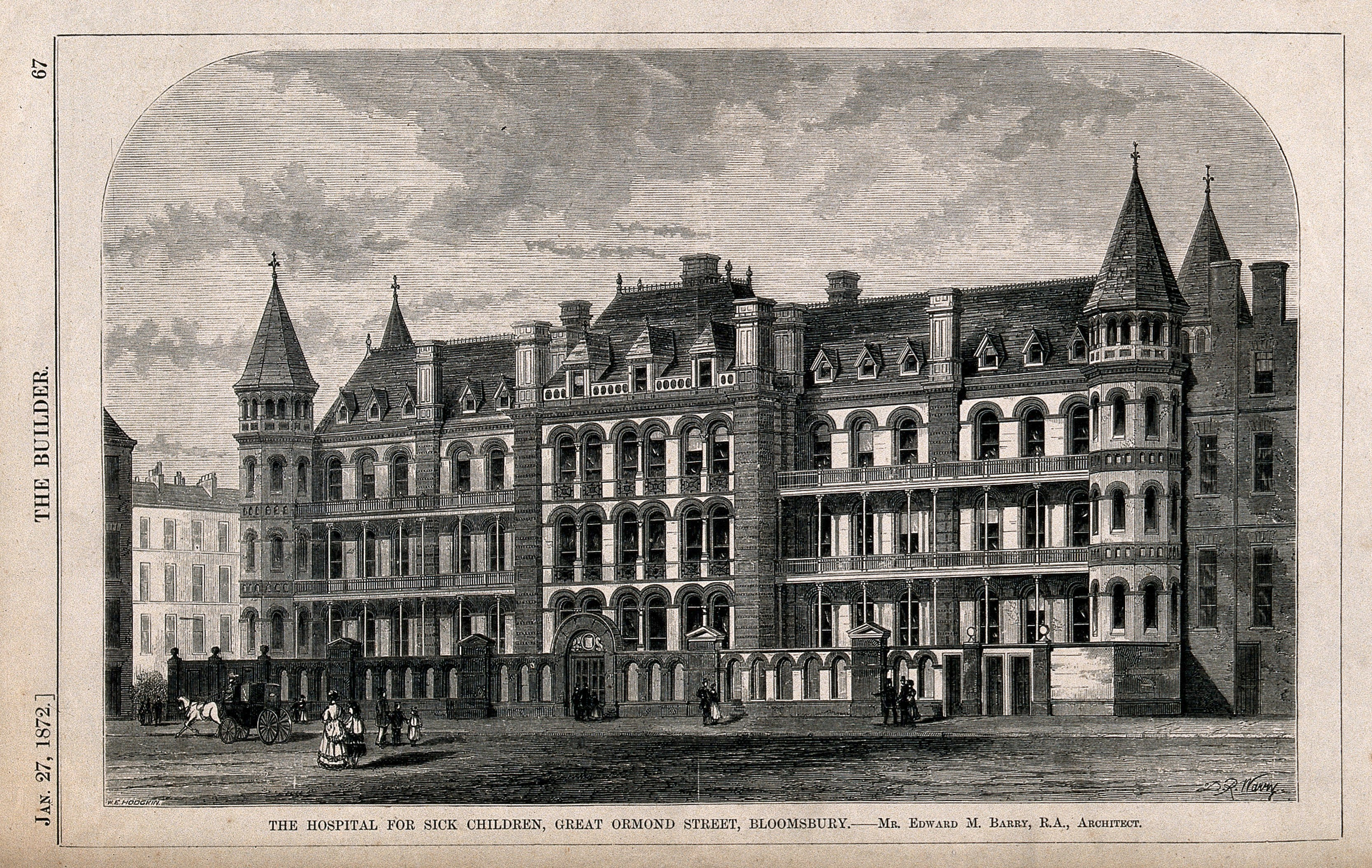
Facciata principale dell’ospedale (1872)

Sin dai primi anni l’ospedale dovette affrontare una serie di problematiche, prima fra tutte il numero di posti letto: erano soltanto dieci (in seguito aumentati a venti), inoltre i pazienti erano pochi e quasi tutti del posto o di distretti vicini. L’esiguo numero di pazienti era dovuto al fatto che l’ospedale inizialmente fu visto con sospetto. Presto la sua reputazione iniziò a diffondersi in tutta la città, soprattutto grazie a Charles Dickens, il quale scrisse un articolo, "Drooping Buds", nella sua rivista Household Words dove pubblicizzava il Great Ormond Street Hospital definendolo una necessità. Solo poche settimane dopo la pubblicazione dell’articolo la regina Vittoria fece una grande donazione all’ospedale e divenne la sua patrona ufficiale. Aumentando la fama è aumentato gradualmente il numero di bambini ammessi, da trentadue nel 1862 a cinquantaquattro nel 1876 fino ad ottanta nel 1881.
Inizialmente le regole prevedevano che soltanto bambini con età compresa tra i due e i dieci anni potessero essere ammessi in ospedale. I più grandi dovevano invece recarsi presso gli ospedali per adulti. Comunque è solo dal 1950 che è stata introdotta in quell'ospedale anche la “medicina adolescenziale”, per cui i pazienti curati in ospedale potevano arrivare ad avere anche 19 anni.
Nei primi anni i pazienti venivano tutti ricoverati in un solo reparto e curati per le malattie più disparate, come la bronchite, la tubercolosi e la sifilide, ma anche malesseri minori come diarrea o febbre, il che di certo non aiutava la loro salute.

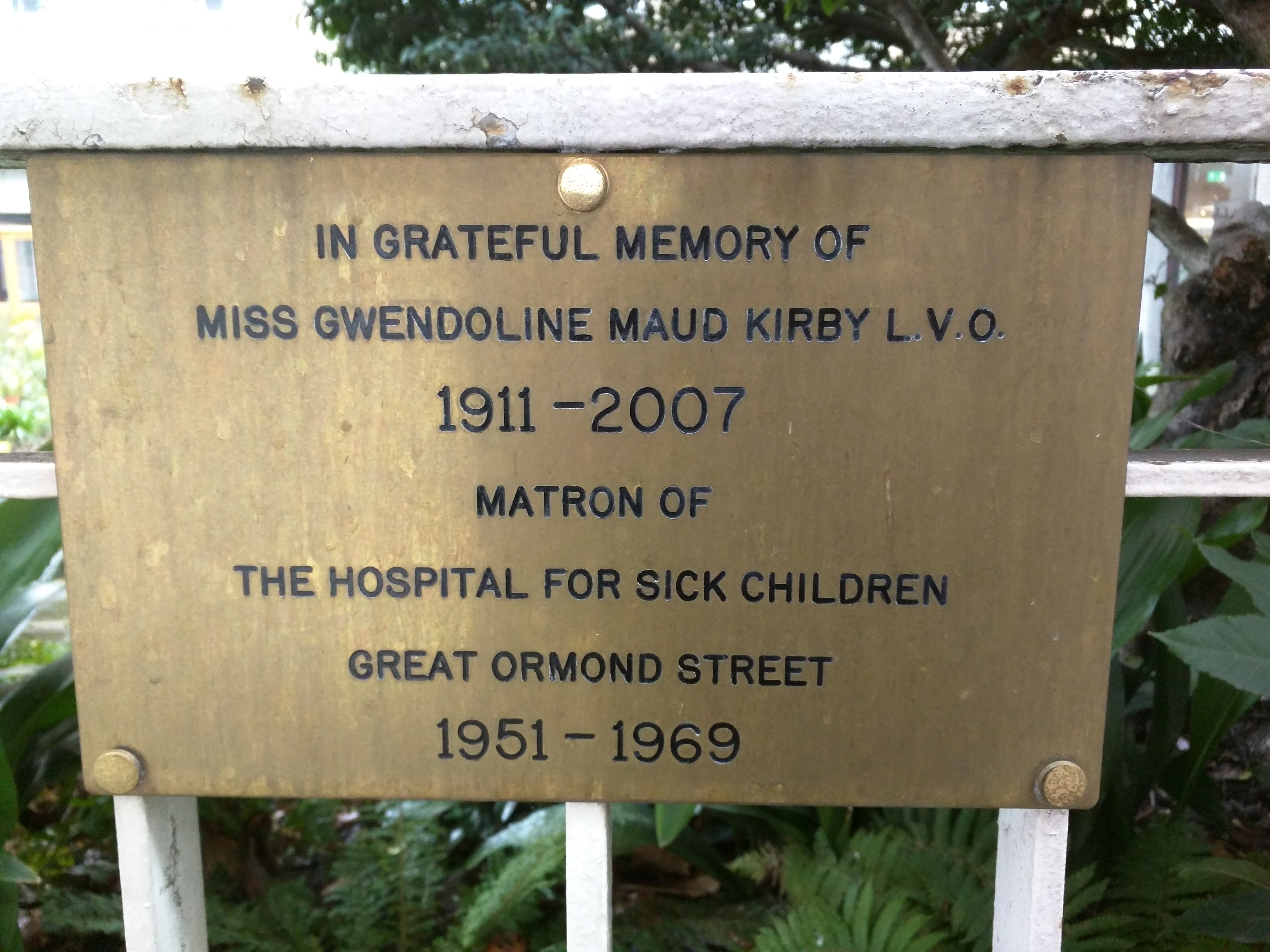
Placca in onore della matrona Miss Gwendoline Maud Kirby

Altro problema riguardava il personale sanitario. Oggi esso conta circa quattromila dipendenti, alla sua apertura all'interno dell'ospedale lavoravano soltanto due medici: Charles West e William Jenner. Il personale medico all'inizio non venne comunque regolarmente e direttamente retribuito, essendo considerato quasi un volontariato, col personale pagato solo in parte oltre che retribuito con vitto, alloggio e servizi vari; solo con l’avvento dell’NHS (National Health Service), nel 1948, si ebbe una retribuzione in senso moderno. Accanto ai due medici vi erano poi una capo infermiera, un chirurgo e delle infermiere. L’annuncio per la prima capo infermiera, apparso il 21 novembre 1851, affermava che dovesse essere un membro della Chiesa d’Inghilterra, single e di età compresa tra i 30-45 anni; lo stipendio era di 40 sterline l’anno, compresi vitto e alloggio. La signora Willey fu la prima capo infermiera del Great Ormond Street Hospital. 
Nel corso degli anni fu aggiunto pian piano altro personale. Nel 1862 fu affidato per la prima volta un nuovo incarico, ossia quello di sovrintendente dell’ospedale a Isabella Babb, che non veniva retribuita. Il suo ruolo era quello di supervisionare le infermiere e infondere loro “rispettabilità e decoro”. La più famosa tra le sovrintendenti fu Catherine Jane Wood, la quale scrisse diversi libri, tra cui Handbook of Nursing for the Home and Hospital. Iniziò come sottoposta ad Isabella Babb ma dopo aver dimostrato le sue abilità fu nominata sovrintendente nel 1863 e vi rimase per venticinque anni, fino al 1888.
Quello della sovrintendente fu solo uno degli ruoli che iniziarono a nascere all’interno dell’ospedale contemporaneamente ad un’enorme crescita del numero di persone ricoverate e di ruoli sempre più specializzati. Il personale clinico, a questo punto, era già cresciuto: vi erano infatti sette medici, cinque chirurghi, un dentista, un farmacista e ventiquattro infermieri.

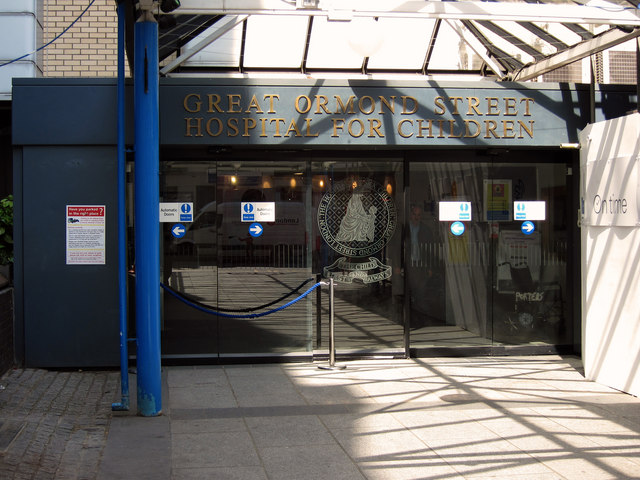
Ingresso dell’ospedale

### I bambini
Quando il Great Ormond Street Hospital iniziò l'attività, la carenza di conoscenza medica faceva sì che i pazienti ricevessero un servizio molto scarso rispetto a quello che gli standard moderni chiamano trattamento medico. Poiché molti pazienti provenivano da famiglie povere, beneficiavano semplicemente del soddisfacimento dei bisogni umani fondamentali che erano non avevano nella vita ordinaria, come pasti sani e regolari, pulizia e riscaldamento. Non c’erano farmaci sofisticati e la chirurgia era limitata a procedure di base come la puntura degli ascessi, l’amputazione degli arti e la rimozione dei calcoli vescicali. Il cloroformio, che era il principale anestetico della chirurgia durante l’età vittoriana, era in uso solo dal 1847 e non era ancora ampiamente utilizzato quando il Great Ormond Street Hospital era stato aperto. Il tasso di mortalità per gli interventi chirurgici era molto alto e le cause principali erano le infezioni post-operatorie, poco conosciute ai tempi. La chirurgia era quindi generalmente evitata ove possibile. 

### L’ospedale durante le Grandi Guerre
Il secolo scorso è stato caratterizzato da due grandi conflitti che hanno avuto un impatto devastante sulle persone: la prima e la seconda guerra mondiale. Coloro i quali ne hanno risentito particolarmente sono stati i bambini; se da una parte la guerra è stata motivo di profondo dolore per i giovani, dall’altra è proprio durante la guerra che il loro ruolo sociale è stato rivalutato, poiché hanno rappresentato l’unica speranza per un futuro migliore. In Inghilterra il Great Ormond Street Hospital divenne l’ospedale di riferimento per l’assistenza e la cura dei bambini. Nella seconda guerra mondiale fu deciso di creare nella sanità dei veri e propri luoghi che si occupassero di tutelare il benessere e la salute dei bambini. Uno degli esempi più importanti è stata la creazione nel 1946 dell’Institute of Child Health nel Great Ormond Street Hospital.

#### La Prima Guerra Mondiale
Il Great Ormond Street Hospital dovette affrontare periodi difficili, nella prima guerra mondiale, infatti, fu trasformato in un rifugio per i bambini provenienti dalla Francia e dal Belgio. Dal punto di vista economico in tale periodo l’ospedale non riuscì a risanare i suoi debiti e si ritrovò con oltre £ 5.000 in più da pagare rispetto all’anno precedente. Una delle cause principali fu il rialzo dei prezzi di beni essenziali come il cibo, i medicinali, il carbone e il gas. La fase di massima crisi venne raggiunta nel 1920, quando i debiti superarono £ 30.000.
Negli stessi anni scoppiò un’epidemia influenzale, nota come Influenza Spagnola, che nel 1918, alla fine dell’armistizio, si diffuse in tutto il mondo, provocando circa 20 milioni di morti. Fu descritta da Frederick Poynton come la più grande pandemia influenzale che fosse mai esistita.
Durante la guerra, a causa della necessità di inviare anche lo staff medico a combattere al fronte, fu deciso di assumere molte infermiere, che per la prima volta ricoprirono ruoli di primaria importanza. Le operatrici sanitarie rimasero in ruolo fino al 1919 per poi essere assunte nel 1930, quando alle donne fu permesso di esercitare la professione medica al Great Ormond Street Hospital. Durante la prima guerra mondiale le dottoresse impegnate nello staff medico furono Naomi Tribe, C. R. Paterson, H. R. Lowenfield e Marjory Bland.

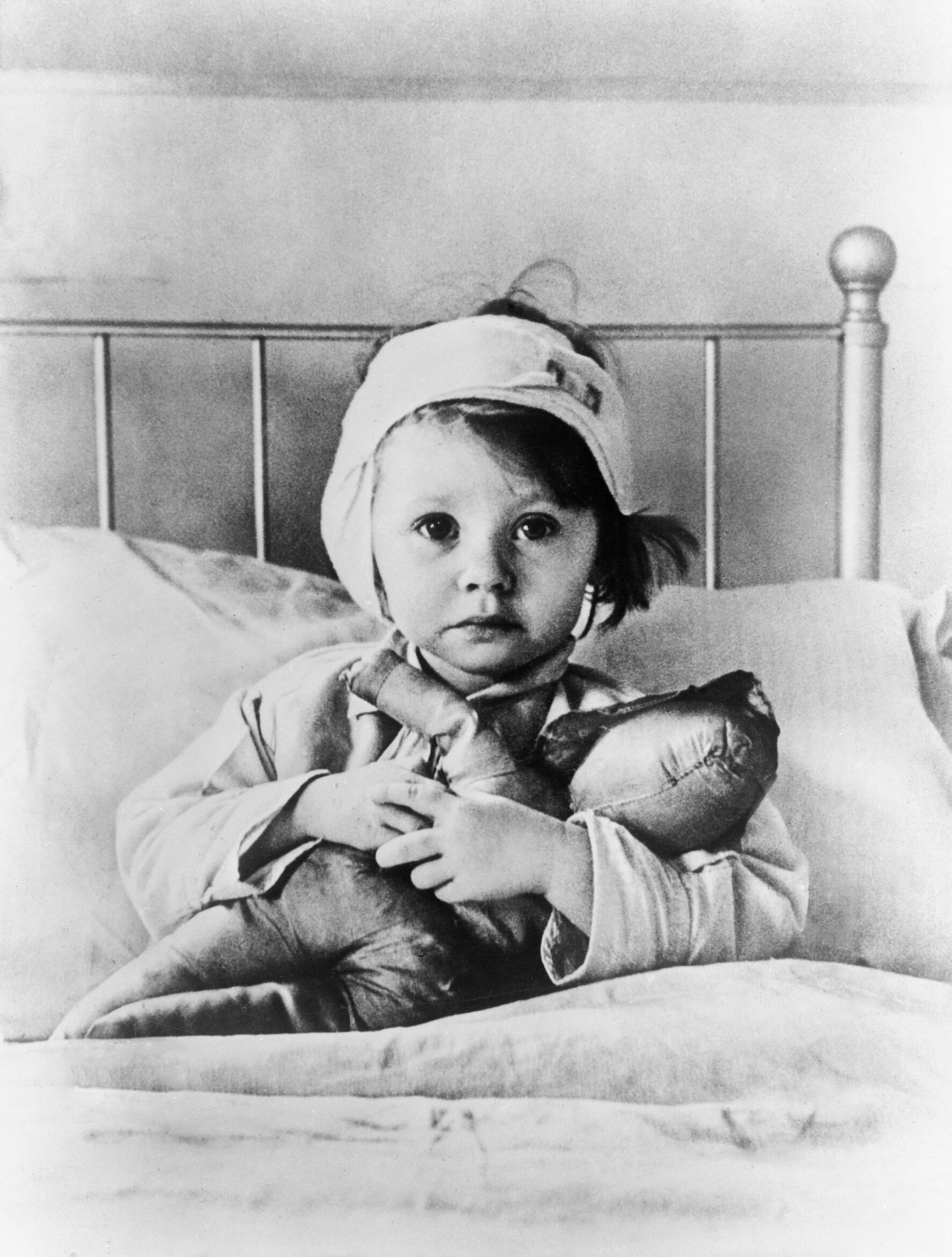
Eileen Dunne, tre anni, all’ospedale Great Ormond Street, dopo essere stata ferita durante un attacco aereo nel settembre nel 1940.

Lavorò come infermiera al Great Ormond Street Hospital anche la principessa Tsehai che, costretta a lasciare l’Etiopia nel 1936, in seguito all’assedio da parte dell'esercito italiano, si rifugiò a Londra e vi rimase fino allo scoppio della guerra, avvenuto nel 1939 quando fu trasferita allo Stanmore Hospital. Nel 1941 finalmente fece ritorno nella sua patria e si dedicò all’assistenza dei bambini, mettendo in pratica le competenze professionali acquisite durante la sua formazione in ospedale. Poco tempo dopo, però, morì di meningite e per ricordarla fu costruito un ospedale dedicato a lei.

#### La Seconda Guerra Mondiale
Dal 1940 tutti i pazienti dell’ospedale vennero trasferiti in altre zone sempre vicino a Londra e l’ospedale venne utilizzato come rifugio, fu anche bombardato e venne danneggiato il Southwood Building, ma fortunatamente non ci furono vittime.
William Pendle lo salvò dalla distruzione e per il suo atto eroico fu insignito di una medaglia dal re. Fu anche ringraziato personalmente da Lord Southwood, il direttore dell’ospedale, che lo volle ricordare come un importante benefattore del Great Ormond Street Hospital.
Anche Lord Southwood fu considerato un eroe, infatti fu grazie a lui se vennero risanati tutti i debiti dell’ospedale. Una delle sue idee più geniali fu proprio quella di vendere le macerie di parti del Great Ormond Street Hospital, accompagnate da una lettera scritta personalmente da lui e dalla richiesta esplicita di fare delle donazioni per l’ospedale.

## Medici illustri

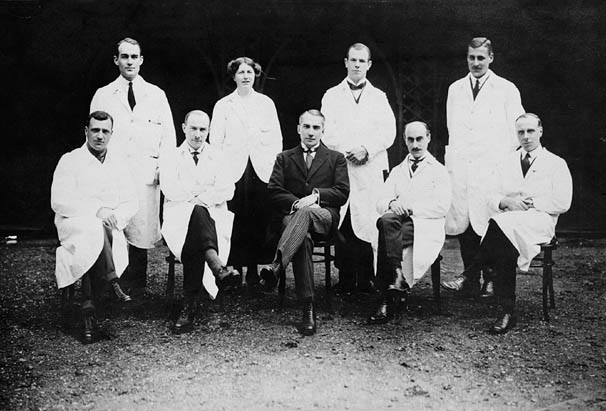
Foto dello staff dell’ospedale (1919)

Nel corso della metà del XIX secolo molti degli eminenti medici e chirurghi del periodo medio-tardo vittoriano prestarono servizio presso il Great Ormond Street Hospital; tra questi i dottori W. B. Cheadle, W. H. Dickinson (un esperto di malattie renali), Samuel Gee (famoso per aver descritto la celiachia) e anche il poeta Robert Bridges per un breve periodo.
Thomas Barlow fu un altro illustre medico vittoriano che prestò servizio presso l’ospedale per settant’anni. Condivide, insieme a William Jenner, il primato di essere stato nominato medico straordinario della regina Vittoria.
Un altro chirurgo importante dell’ospedale fu Thomas Smith, uno dei primi ad usare la tecnica antisettica di Joseph Lister a Londra. William Arbuthnot Lane lavorò presso il Great Ormond Street Hospital dal 1883 al 1916, ha dedicato quasi tutta la sua vita a migliorare la salute pubblica.
La generazione successiva di medici eminenti era invece composta da:
- Frederic Still, esperto di reumatismi infantili e primo professore di pediatria all’Università di Londra;
- Frederick Poynton, presidente dell’Associazione Pediatrica Inglese nel 1931;
- Archibald Garrod, un pioniere in biochimica e genetica[26].

Negli anni 1920 e 1930 i nomi più famosi in campo medico al Great Ormond Street Hospital includevano: Thomas Twistington-Higgins, chirurgo genito-urinario e autore del libro Great Ormond Street 1852-1952, Denis Browne, il fondatore della moderna chirurgia pediatrica in Inghilterra, co-fondatore e primo presidente dell’Associazione britannica dei Chirurghi Pediatrici e, in particolare, Moncrieff, il quale nel 1946 divenne Presidente di salute dei bambini presso l’UCL Institute of Child Health, l’istituto di ricerca e la scuola post-laurea collegati al Great Ormond Street Hospital.

## Solidarietà e beneficenza
La sopravvivenza del Great Ormond Street Hospital nel corso degli anni è dipesa in gran parte dalle donazioni che sono state fatte nei confronti dell’ospedale. Fondamentali per assicurarsi le entrate necessarie per mantenere in funzione la struttura sono stati i soci dell’ospedale, i quali nel 1872 hanno reso all’ospedale £3.342. Un'altra importante fonte di guadagno per l’ospedale sono le cene organizzate in occasione del proprio anniversario di apertura, nelle quali i partecipanti sono invitati a versare contributi per l’ospedale.
Tra i maggiori contribuenti emergono:
- la famiglia reale e per prima la regina Vittoria[32];

- la Garfield Weston Foundation, un'associazione fondata da Wiliard Garfield Weston e della quale fanno parte tutti i membri della famiglia Weston che, nel corso di soli venti anni, ha donato all’ospedale più di nove milioni di sterline[33];

- Kirsteen Lupton, un' ex paziente dell’ospedale (nel quale è stata sottoposta a più di quindici interventi chirurgici), che ha contribuito con £767.000 per i bambini dell’ospedale[34];

- la famiglia Harris, tra cui Lord Harris, il fondatore della catena di negozi Carpetright, che ha versato più di cento milioni di sterline in beneficenza, di cui una parte consistente per il GOSH[35];
- famosi scrittori (Charles Dickens, J. M. Barrie)[36].

### Gli scrittori
Il Great Ormond Street Hospital era situato nel quartiere londinese di Bloomsbury, importante centro di riferimento per la letteratura. Sia l’ospedale che il mondo letterario condividevano lo stesso interesse per i bambini. Infatti l’ospedale aveva la missione dell’assistenza e della cura dei fanciulli e la letteratura era alla ricerca di un ideale di creatività e di fantasia, che poteva trovarsi solo nel periodo dell’infanzia. Pertanto questi due mondi apparentemente molto lontani stabilirono un rapporto stretto, iniziato con lo scrittore Charles Dickens. 

#### Charles Dickens

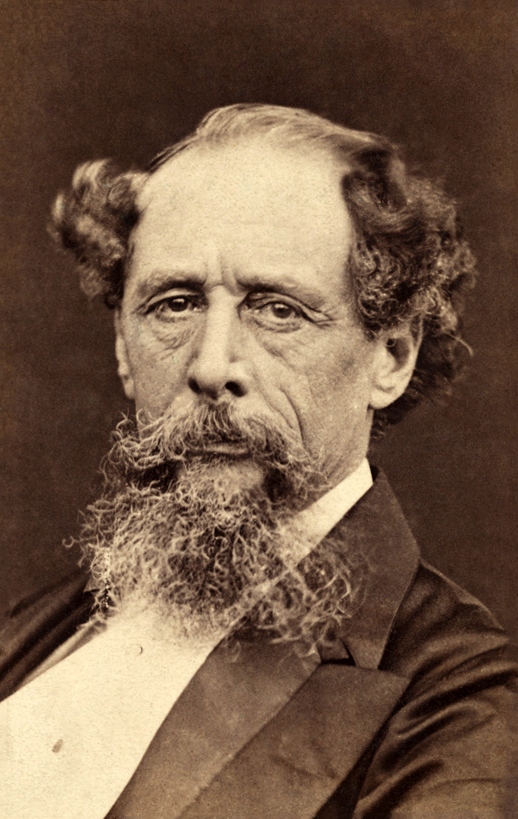
Charles Dickens

Charles Dickens è tuttora considerato uno dei più importanti scrittori inglesi e nella sua attività professionale ha realizzato anche alcuni articoli dedicati ai bambini malati del Great Ormond Street Hospital. Tuttavia venne criticato per l’eccessivo sentimentalismo, nonostante il suo impegno e la sua dedizione per i bambini. Le critiche però non fermarono Dickens che realizzò numerose opere filantropiche per l’ospedale. Lo scrittore infatti è stato considerato un vero e proprio eroe perché, grazie alle sue conferenze, alla pubblicazione dei suoi articoli e soprattutto alla sua opera di promozione, riuscì a ricevere numerose donazioni per sostenere le spese ospedaliere dedicate alle cure per i bambini. In particolare negli anni che seguirono l’inaugurazione dell’ospedale, dal 1852 al 1862, raccolse molte elargizioni che permisero alla struttura di affrontare al meglio quel periodo. J. M. Barrie e Charles Dickens sono stati i due autori con maggiori rapporti con l’ospedale, ma è bene ricordare anche Robert Bridges, Lewis Carroll, Monica Dickens, Margareth Gatty, A. A. Milne, John Boynton Priestley e Oscar Wilde.

#### Peter Pan

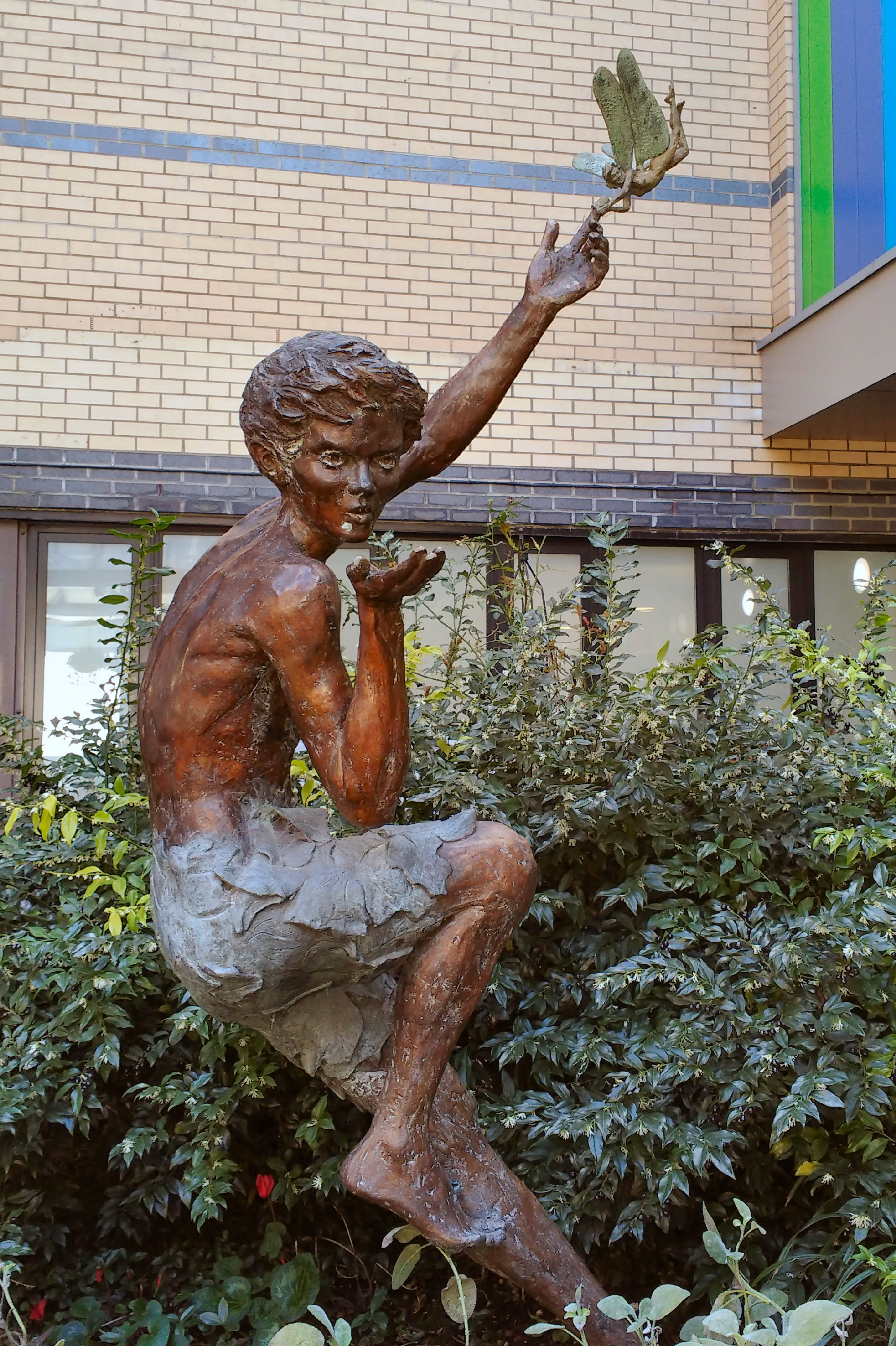
Statua di Peter Pan all’entrata dell’ospedale

Il Great Ormond Street Hospital è diventato famoso per l’assistenza e le cure ai bambini malati e per esser stato la seconda casa di Peter Pan, il bambino eterno, diventato poi un’icona mondiale.
Nel 1929 J. M. Barrie donò all’ospedale i diritti di copyright di Peter Pan. Così la figura del bambino eterno divenne il simbolo della struttura, poiché era stata considerata la più adatta ad esprimere i sogni e le speranze dei bambini malati.
Nel 1930 A. A. Milne e E. H. Shepard, rispettivamente scrittore ed illustratore di Winnie The Pooh, collaborarono per creare “The Peter Pan League”, un club per bambini dedicato alla raccolta di fondi da donare all’ospedale.
Cinquant’anni dopo la morte di J. M. Barrie, i diritti d’autore decaddero in Europa, però nel 1996 il copyright venne esteso, in via eccezionale, in tutta l’Unione Europea, fino al 31 dicembre 2007, ovvero settant’anni dopo la morte dell’autore.
Nel 2004 fu indetta una competizione per scegliere un autore per il sequel di Peter Pan, nella speranza che la storia potesse continuare ad aiutare i bambini malati. Gerarldine McCaughrean fu scelta e nel 2006 pubblicò Peter Pan e la sfida al pirata rosso (Peter Pan in Scarlet) i cui guadagni vanno direttamente all’ospedale. 
L’ospedale, grazie all’emendamento del 1988 (Copyright Designs and Patents Act) del primo ministro d’Inghilterra Lord Callaghan, gode ancora di una parte dei diritti, tra cui quelli relativi agli spettacoli teatrali, alle pubblicazioni, agli audiolibri, agli e-book e ai film di Peter Pan.

## Edifici
(Winston Churchill, Discorso al parlamento del 28 Ottobre 1943)
Il Great Ormond Street Hospital aprì per la prima volta al numero quarantanove della strada Great Ormond; nel giro di pochi anni, data la carenza di posti letto, l’ospedale è stato ampliato con l’aggiunta dell’edificio adiacente. In circa un decennio si è resa necessaria un’ulteriore espansione che venne affidata all’architetto Edward Middleton Barry e realizzata tra il 1875 e il 1908. Ancora oggi l’ospedale è in continua espansione.

### St. Christopher Chapel

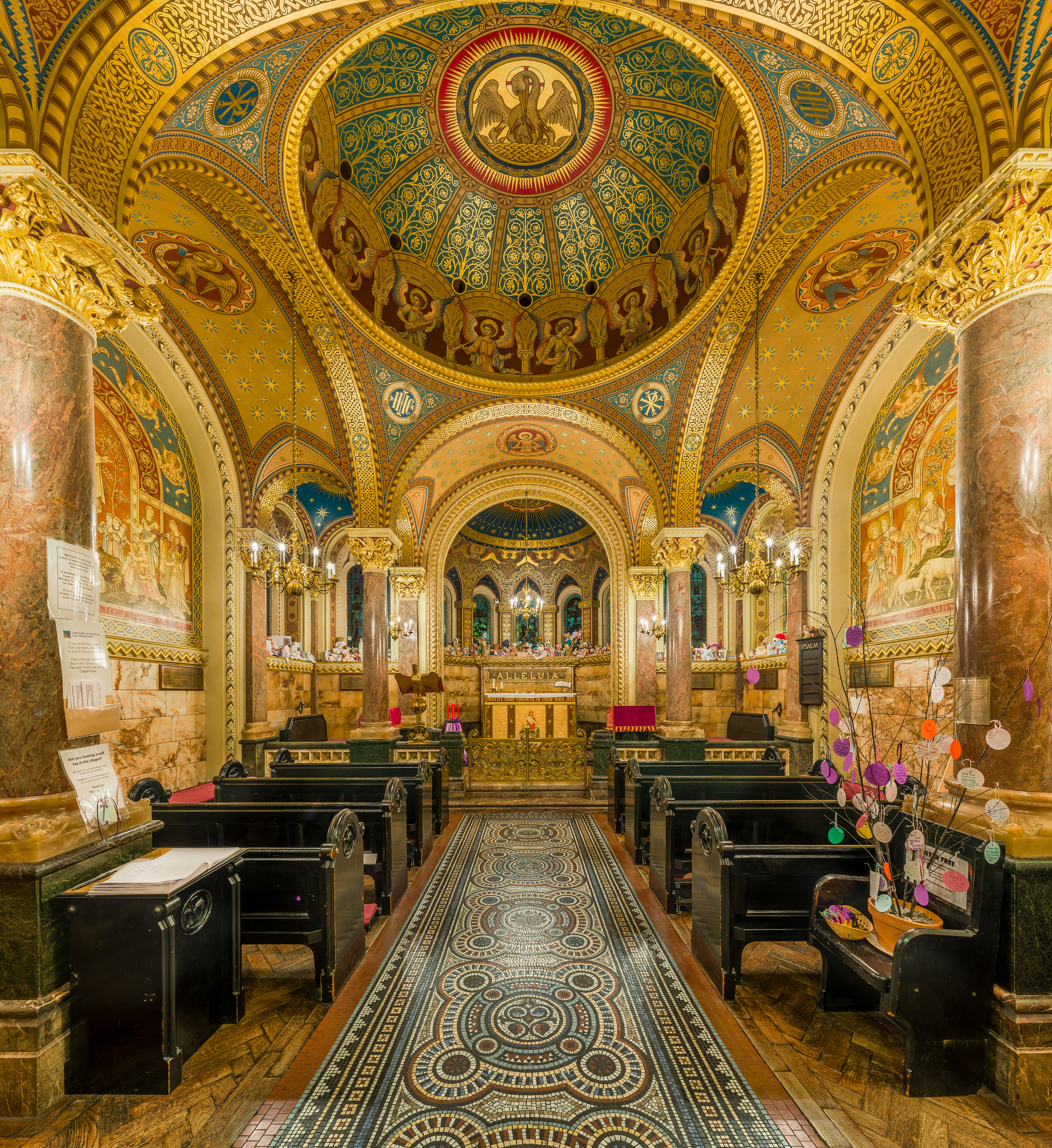
St Christopher’s Chapel

La St. Christopher Chapel è una cappella consacrata il 18 novembre 1875 dal canonico Alfred Barry. È decorata in stile bizantino e situata nell'edificio "Variety Club" dell’ospedale, contiene molti dipinti riferiti all’infanzia dal momento che il suo scopo principale era quello di fornire assistenza pastorale ai bambini malati e alle loro famiglie.
Disegnata da Edward Middleton Barry (figlio dell’architetto Sir Charles Barry che ha progettato il Palazzo di Westminister), è stata costruita nel 1875 in memoria di Caroline Barry, moglie di William Henry Barry (il primogenito di Sir Charles Barry), che contribuì con £40,000 per la costruzione della cappella e per lo stipendio del cappellano.
La cappella fa parte dei Grade II listed buildings e per questo essa non è stata demolita quando il vecchio ospedale venne raso al suolo nel 1980, ma venne solamente spostata.

### Casa di cura
Nel 1869 il Great Ormond Street Hospital ha aperto la sua prima casa di cura nella Cromwell House nella zona Highgate di Londra. Ospitava i bambini dell’ospedale con problematiche che necessitavano di tempi lunghi per la cura, soprattutto di carattere ortopedico o reumatico. Nel 1927 i pazienti sono stati spostati a Tadworth Court.

### The Astor Building
L’Astor Building, l’edificio dove si svolgevano le visite ambulatoriali dell’ospedale, aveva una capienza annua di circa 70.000 pazienti. Dovette il nome e la costruzione al suo finanziatore, Waldorf Astor, il quale fece un’importante donazione all’ospedale dopo la morte della figlia Gwendolyn Enid Astor. È stato poi demolito nel 1938.

### L’Orangerie
L’Orangerie, finanziato grazie a una donazione privata, è stato progettato da Spacelabuk. Ad oggi è uno spazio dedicato alla ristorazione per i medici e per i pazienti all’interno dell’ospedale.

### Weston House
La Weston House è un edificio provvisto di trenta camere messe a disposizione per le famiglie dei piccoli pazienti dell’ospedale. All’interno di questo edificio le famiglie, oltre ad alloggiare, imparano insieme ai medici a provvedere alle cure che dovranno essere proseguite al di fuori della struttura per i loro bambini malati.